# Nannopterygius
Nannopterygius  (que significa "pequeña aleta") es un género de ictiosaurio oftalmosáurido que vivió en el Jurásico tardío (periodos Kimmeridgiense y Titoniense). Sus fósiles han sido hallados en Inglaterra y Alemania.